# Castelo de Zuthove
O Château de Zuthove é uma mansão histórica em Renescure, Nord, Nord-Pas-de-Calais, na França.

## História
Foi construído em 1472.

## Valor arquitectónico
Foi listado como um monumento oficial desde 1946.